# Maia (Ialomița)
Maia è un comune della Romania di 1 843 abitanti, ubicato nel distretto di Ialomița, nella regione storica della Muntenia.